# Aron Pană
Aron Pană (n. 21 februarie 1866, Zărnești, comitatul Făgăraș, Imperiul Austro-Ungar – d. 15 aprilie 1954, Zărnești, RPR) a fost maistru rotar, tâmplar și delegat la Marea Adunare Națională de la Alba Iulia din 1 decembrie 1918.